# 約克敦 (伊利諾伊州)
約克敦（英語：Yorktown）是位於美國伊利諾伊州比羅縣的一個非建制地區。該地的面積和人口皆未知。

## 地理
約克敦的座標為41°34′11″N 89°51′00″W / 41.56972°N 89.85000°W，而該地的平均海拔高度為195米（即640英尺）。